# Il mondo di Francesco De Gregori
Il mondo di Francesco De Gregori è il primo album raccolta del cantautore italiano Francesco De Gregori, pubblicato nel 1976 dalla casa discografica RCA Italiana su etichetta Lineatre

## Tracce
LATO A
1. Alice
2. La casa di Hilde
3. Il ragazzo
4. Souvenir
5. Niente da capire

LATO B
1. Signora Aquilone
2. 1940
3. Bene
4. Cercando un altro Egitto
5. I musicanti